# Прибой (Болгарія)
Прибо́й (болг. Прибой) — село в Перницькій області Болгарії. Входить до складу общини Радомир.

## Населення
За даними перепису населення 2011 року у селі проживали 213 осіб, з них 210 осіб (99,5 %) — болгари.
Розподіл населення за віком у 2011 році:
Динаміка населення: